# Kroatische Weinkönigin
Die Kroatische Weinkönigin (kroatisch: Hrvatska vinska kraljica) repräsentiert seit 2006 die Weine und den Weinbau in Kroatien. Ihre Wahl findet während der Vinovita in Zagreb statt, einer Internationalen Fachmesse für Wein sowie Ausrüstung für Weinbau und Weinwirtschaft. Hier wird auch der jahresbeste Nachwuchswinzer ausgezeichnet.
Zur ersten Kroatischen Weinkönigin wurde am 24. April 2006 Nataša Puhalek gewählt, Studentin der Obstbaukunde, des Weinbaus und der Kellerwirtschaft.
Örtliche und regionale Weinköniginnen gab es bereits vorher. So war die erste nationale Regentin bereits 2003 Weinkönigin der Zagreber Region.

## Bisherige Weinköniginnen
1. 2006:0 Nataša Puhalek, Zagreb (?)
2. 2007:0 Zvjezdana Marković, Posavski Bregi
3. 2008:0 Tamara Dominko, Zagreb